# Хаборский, Николай Сергеевич
Николай Сергеевич Хаборский (1892 — после 1921) — капитан 21-го мортирного артиллерийского дивизиона, герой Первой мировой войны, участник Белого движения.

## Биография
Из дворян Тверской губернии. Сын подполковника Сергея Цезаревича Хаборского.
Окончил Ярославский кадетский корпус (1909) и Михайловское артиллерийское училище (1912), откуда выпущен был подпоручиком в 21-й мортирный артиллерийский дивизион.
В Первую мировую войну вступил с тем же дивизионом. Произведен в поручики 31 августа 1914 года «за выслугу лет». Удостоен ордена Св. Георгия 4-й степени
За то, что 29 августа 1915 года в бою у д. Хвойняне, когда командиры батарей одного из боевых участков оставили свои наблюдательные пункты, вследствие отхода пехоты, по собственному почину, презирая явную опасность, под сильным ружейным огнем дошел до цепей соседнего боевого участка и направил огонь батарей на наступающего противника, чем заставил противника остановить наступление, а затем заставил замолчать и неприятельскую артиллерию, чем способствовал успешному переходу частей 44-й пехотной дивизии в наступление.
Пожалован Георгиевским оружием
За то, что в боях с 18 по 20 октября 1915 года южнее озера Свентен, находясь на передовом наблюдательном пункте в пехотных цепях под сильнейшим ружейным и артиллерийским огнем противника, с полнейшим хладнокровием и мужеством корректировал стрельбу батарей дивизиона, чем способствовал разрушению удачным огнем дивизиона окопов и проволочных заграждений противника и взятию 173-м пехотным Каменецким полком укрепленной позиции германцев у дер. Платоновка с захватом 500 человек при четырех офицерах и нескольких пулеметах.
Произведен в штабс-капитаны 3 января 1916 года «за отличия в делах против неприятеля», в капитаны — 8 июня того же года. С 2 декабря 1916 года переведен во 2-й Кавказский мортирный артиллерийский дивизион, 9 марта 1917 года назначен командиром 2-й батареи 21-го мортирного артиллерийского дивизиона.
В Гражданскую войну участвовал в Белом движении в составе Добровольческой армии и ВСЮР, полковник.
В эмиграции в Югославии. Состоял членом Общества офицеров-артиллеристов и Общества кавалеров ордена Св. Георгия. Дальнейшая судьба неизвестна.

## Награды
- Орден Святой Анны 3-й ст. с мечами и бантом (ВП 25.03.1915)
- Орден Святой Анны 4-й ст. с надписью «за храбрость» (ВП 30.03.1915)
- Орден Святого Станислава 3-й ст. с мечами и бантом (ВП 30.03.1915)
- Орден Святого Станислава 2-й ст. с мечами (ВП 30.05.1915)
- Орден Святого Георгия 4-й ст. (ВП 25.05.1916)
- Георгиевское оружие (ВП 4.07.1916)